# Símbolos 6-j de Wigner
Na mecânica quântica, os símbolos 6-j de Wigner foram introduzidos por Eugene Paul Wigner em 1940 e publicado em 1965. Eles são definidos como uma soma sobre os produtos de quatro símbolos 3-j de Wigner,
{\displaystyle {\begin{Bmatrix}j_{1}&j_{2}&j_{3}\\j_{4}&j_{5}&j_{6}\end{Bmatrix}}=\sum _{m_{1},\dots ,m_{6}}(-1)^{\sum _{k=1}^{6}(j_{k}-m_{k})}{\begin{pmatrix}j_{1}&j_{2}&j_{3}\\-m_{1}&-m_{2}&-m_{3}\end{pmatrix}}{\begin{pmatrix}j_{1}&j_{5}&j_{6}\\m_{1}&-m_{5}&m_{6}\end{pmatrix}}{\begin{pmatrix}j_{4}&j_{2}&j_{6}\\m_{4}&m_{2}&-m_{6}\end{pmatrix}}{\begin{pmatrix}j_{4}&j_{5}&j_{3}\\-m_{4}&m_{5}&m_{3}\end{pmatrix}}.}
A soma é mais de todos os seis mi permitidos pelas regras de seleção dos símbolos 3-J.
Eles estão intimamente relacionados com os coeficientes W de Racah, que são utilizados para reacoplamento três momentos angulares, embora símbolos 6-j de Wigner têm maior simetria e, por conseguinte, proporcionar um meio mais eficiente de armazenar os coeficientes de reacoplamento. O relacionamento deles é dado por:
{\displaystyle {\begin{Bmatrix}j_{1}&j_{2}&j_{3}\\j_{4}&j_{5}&j_{6}\end{Bmatrix}}=(-1)^{j_{1}+j_{2}+j_{4}+j_{5}}W(j_{1}j_{2}j_{5}j_{4};j_{3}j_{6}).}

## Relações de simetria
O símbolo 6-j é invariante sob qualquer permutação das colunas:
{\displaystyle {\begin{Bmatrix}j_{1}&j_{2}&j_{3}\\j_{4}&j_{5}&j_{6}\end{Bmatrix}}={\begin{Bmatrix}j_{2}&j_{1}&j_{3}\\j_{5}&j_{4}&j_{6}\end{Bmatrix}}={\begin{Bmatrix}j_{1}&j_{3}&j_{2}\\j_{4}&j_{6}&j_{5}\end{Bmatrix}}={\begin{Bmatrix}j_{3}&j_{2}&j_{1}\\j_{6}&j_{5}&j_{4}\end{Bmatrix}}=\cdots }
O símbolo 6-j também é invariante se argumentos superiores e inferiores
são trocados em duas colunas:
{\displaystyle {\begin{Bmatrix}j_{1}&j_{2}&j_{3}\\j_{4}&j_{5}&j_{6}\end{Bmatrix}}={\begin{Bmatrix}j_{4}&j_{5}&j_{3}\\j_{1}&j_{2}&j_{6}\end{Bmatrix}}={\begin{Bmatrix}j_{1}&j_{5}&j_{6}\\j_{4}&j_{2}&j_{3}\end{Bmatrix}}={\begin{Bmatrix}j_{4}&j_{2}&j_{6}\\j_{1}&j_{5}&j_{3}\end{Bmatrix}}.}
Essas equações refletem as 24 operações de simetria do grupo automorfismo que deixam o gráfico tetraédrico de Yutsis associado com 6 extremidades invariantes: operações espelhadas que trocam dois vértices e trocam um par adjacente das extremidades.
O símbolo 6-j
{\displaystyle {\begin{Bmatrix}j_{1}&j_{2}&j_{3}\\j_{4}&j_{5}&j_{6}\end{Bmatrix}}}
é zero a menos que j1, j2, e j3 satisfaçam as condições do triângulo, isto é,
{\displaystyle j_{1}=|j_{2}-j_{3}|,\ldots ,j_{2}+j_{3}}
Em combinação com a relação de simetria para troca de argumentos superior e inferior, isso mostra que as condições do triângulo também devem ser satisfeitas para as tríades (j1, j5, j6), (j4, j2, j6), e (j4, j5, j3). Além disso, a soma de cada um dos elementos de uma tríade deve ser um número inteiro. Portanto, os membros de cada tríade são todos inteiros ou contêm um inteiro e dois meio inteiros.